# Вранова Хала
Вранова хала или Врановачка Хала (ср. Врановачка Хајла) е връх на границата между Косово и Черна гора. Намира се западно от първенеца Хала (2403 m), на едноименната планина Хала, и източно от Драмадол в масива Проклетия. Висок е 2281 m.